# Tommaso Boggio
Tommaso Boggio (Valperga, 22 dicembre 1877 – Torino, 25 maggio 1963) è stato un matematico italiano.
Si occupò di meccanica, fisica matematica, geometria differenziale, analisi matematica e matematica finanziaria.

## Biografia
Dopo gli studi tecnici presso la sezione fisico-matematica dell'Istituto Tecnico Sommeiller di Torino, nel 1895, anche grazie a Giuseppe Peano (quale membro della commissione esaminatrice) vinse una borsa di studio tramite cui poté studiare all'università e laurearsi in matematica nel 1899, dove poi rimase come assistente alla cattedra di geometria analitica e proiettiva fino al 1903, quando, conseguita la libera docenza in fisica matematica, ebbe assegnato l'incarico di insegnamento di questa disciplina all'Università di Pavia, quindi, avendo vinto un concorso nel 1905, passò alla cattedra di matematica finanziaria dell'Università di Genova, l'anno successivo passando alla stessa cattedra a Torino, che resse fino al 1914. Nel 1908 vinse un concorso per professore ordinario di meccanica razionale presso l'Università di Messina, l'anno seguente passando per la stessa cattedra a Firenze, quindi a quella di meccanica superiore di Torino, che resse fino al 1942, quando fu collocato a riposo. Dal 1942 al 1947 tenne pure l'insegnamento di matematiche complementari.
I suoi studi e le sue ricerche si rivolsero soprattutto alla fisica matematica classica, in particolare alla teoria dell'elasticità, l'elettromagnetismo, la meccanica dei continui, l'idrodinamica, la teoria del potenziale e delle funzioni armoniche.
Lavorò poi con Pietro Burgatti, Roberto Marcolongo e, soprattutto, con Cesare Burali-Forti assieme a cui pervenne ad una formulazione invariante della meccanica classica valida anche per sistemi di riferimento non inerziali. Negli anni '20, Boggio, Burali-Forti, Burgatti e Marcolongo approfondirono ed estesero il calcolo vettoriale ed omografico che, nelle loro intenzioni, meglio si prestava quale strumento formale della fisica matematica rispetto al nuovo calcolo tensoriale di Gregorio Ricci Curbastro e Tullio Levi-Civita e che, all'incirca nello stesso periodo, riceveva sempre più attenzione, anche grazie alle recenti applicazioni alla teoria della relatività.
Con Burali-Forti, poi, nel 1923 elaborò ulteriormente il calcolo differenziale assoluto senza coordinate e, seguendo la strada aperta da Marcolongo per la relatività speciale, applicò tale calcolo alla relatività generale, scrivendo al riguardo un opuscolo che con questa teoria polemizzava.
Alcuni suoi lavori sull'equilibrio di membrane e piastre elastiche gli fruttarono, nel 1907, il premio Vaillant dell'Accademia delle Scienze di Parigi, su proposta di Henri Poincaré. Un altro riconoscimento scientifico importante, tra i molti ottenuti, fu il titolo di lauréat de l'Institut de France.  Fu inoltre Grand'Ufficiale dell'Ordine della Corona d'Italia, ufficiale dell'Ordine dei Santi Maurizio e Lazzaro e Socio nazionale dell'Accademia delle Scienze di Torino.
Fra gli allievi di Boggio, ricordiamo Cataldo Agostinelli.

## Alcune opere
- Meccanica Razionale (con Cesare Burali-Forti), S. Lattes & C., Torino-Genova, 1921.
- Espaces courbes. Critique de la relativité (con Cesare Burali-Forti), Torino, 1924.
- Analisi vettoriale generale e applicazioni (con Cesare Burali-Forti, Pietro Burgatti e Roberto Marcolongo), 3 voll., Nicola Zanichelli Editore, Bologna, 1929-1930-1931.